# Memnonia grandis
Memnonia grandis är en insektsart som beskrevs av Shaw 1932. Memnonia grandis ingår i släktet Memnonia och familjen dvärgstritar. Inga underarter finns listade i Catalogue of Life.